# Siracusa (provins)
Siracusa var en provins i den italienska regionen Sicilien. Den hade ungefär 400 000 invånare 2015 och Syrakusa är dess huvudort. Provinsen etablerades 1860 i samband med Kungariket Sardiniens annektering av Kungariket Bägge Sicilierna med Noto som huvudstad fram till 1865. Provinsen upphörde 2015 när den ombildades till ett fritt kommunalt konsortium Siracusa.

## Administration
Provinsen Siracusa var indelad i 21 comuni (kommuner) 2015.